# Sicista caucasica
La sicista del Cáucaso (Sicista caucasica) es una especie de roedor de la familia Dipodidae.

## Distribución geográfica
Es  endémica de Rusia.